# Stone-Čech-compactificatie
In de topologie, een deelgebied van de wiskunde, is de Stone-Čech-compactificatie een techniek voor de constructie van een universele afbeelding van een topologische ruimte, Xm op een compacte Hausdorff-ruimte βX.
De Stone-Čech-compactificatie  βX van een topologische ruimte X is de grootste compacte Hausdorff-ruimte die wordt "gegenereerd" door X, in de zin dat elke afbeelding van X op een unieke manier door βX op een compacte Hausdorff-ruimte factoriseert.
Als X een Tychonov-ruimte is, dan is de afbeelding van X op haar beeld in βX een homeomorfisme. Hierdoor kan X  worden gezien als een (dichte) deelruimte van βX. Voor algemene topologische ruimten X hoeft de afbeelding van X op βX niet injectief te zijn.

## Websites
- (en)  Dror Bar-Natan. Ultrafilters, compactness, and the Stone-Čech compactification.